# Egyházi írók csarnoka
Az Egyházi írók csarnoka egy 19. század végi lexikon, amely a magyarországi katolikus egyházi írók egy részének életrajzait és műveit tartalmazza.

## Leírás
A Zelliger Alajos nagyszombati pap tollából Nagyszombatban 1893-ban megjelent mű 580 oldalon 732 olyan magyarországi katolikus egyházi személyt mutat be a 11. századtól a szerző koráig terjedően akik az Esztergomi Főegyházmegyében fejtettek ki irodalmi tevékenységet. Először röviden ismerteti az életrajzát, majd a műveit sorolja fel az egyes személyeknek. A műben egyszerű papok és szerzetesek mellett irodalmi munkásságot kifejtett püspökök és érsekek is szerepelnek. Hatalmas adatmennyisége miatt máig jól használható, annál is inkább, mert a megjelenése óta eltelt 100 esztendőben – a magyar egyházi írók életrajzait is bemutató Magyar katolikus lexikont – leszámítva nem készült hasonló vállalkozás Magyarországon.
A mű nem rendelkezik reprint kiadással, ugyanakkor az Esztergomi Főszékesegyházi Könyvtár honlapján elektronikusan elérhető.

## Kapcsolódó szócikkek

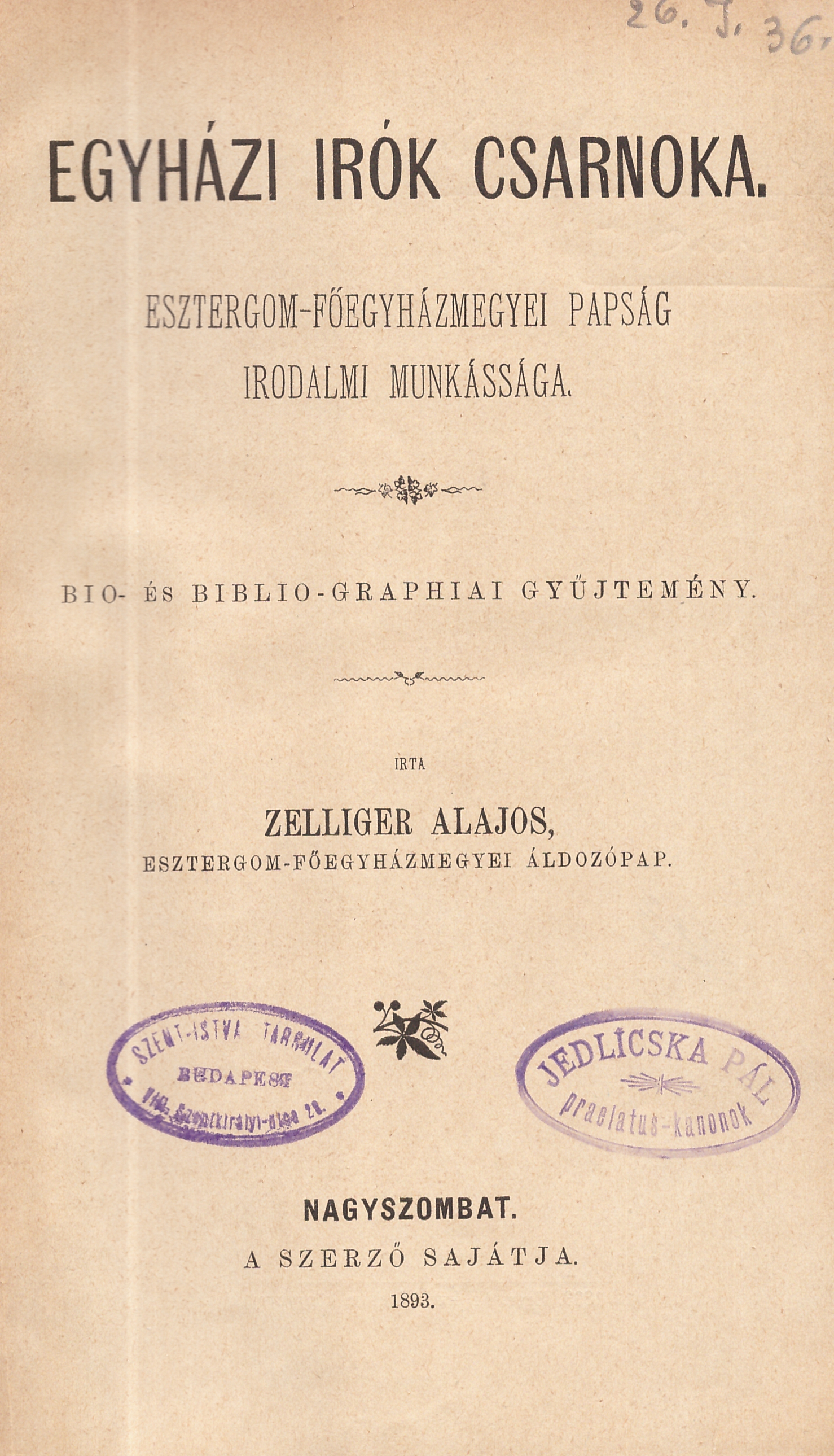
Címlap